# Black Scorpion (artista)

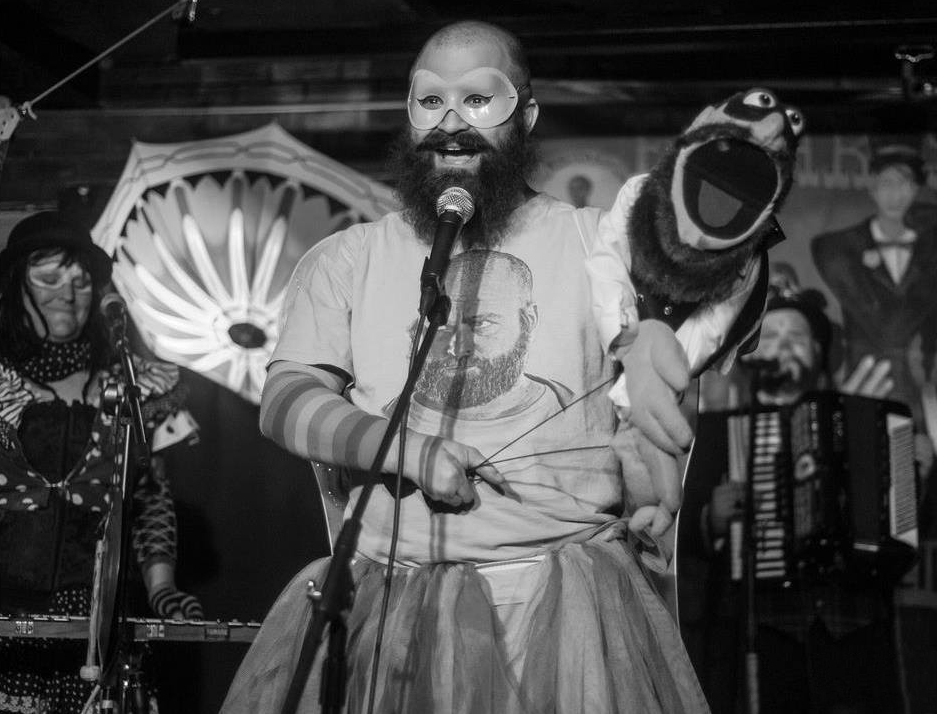
Black Scorpion y su marioneta Li'l durante una gira con los 999 Eyes, en 2012.

Black Scorpion (seudónimo como performer) o Banjo Slacks (seudónimo como músico), (Austin, 26 de agosto de 1979) es un escritor, director, intérprete y músico estadounidense, reconocido por su contribución al surgimiento del espectáculo de rarezas moderno (neosideshow). Sobre el escenario, se caracteriza por sus extrañas y surrealistas actuaciones, sus antifaces de bandido y zapatos multicolores de diseño propio, así como por mostrar una especie de pinza de tres dedos, debido a su ectrodactilia en manos y pies.

## Trayectoria
Trabajó quince años en el canal televisivo de noticias KEYE-TV de Austin.
Black Scorpion, después de ser descubierto por Joe Hermann –más conocido como Mister Lifto– del Jim Rose Circus, se unió en 2006, al espectáculo ambulante, 999 Eyes Freakshow, del que es director artístico, escritor e intérprete. Sus espectáculos buscan normalizar la diversidad, sacando provecho de las rarezas de los artistas que la conforman.

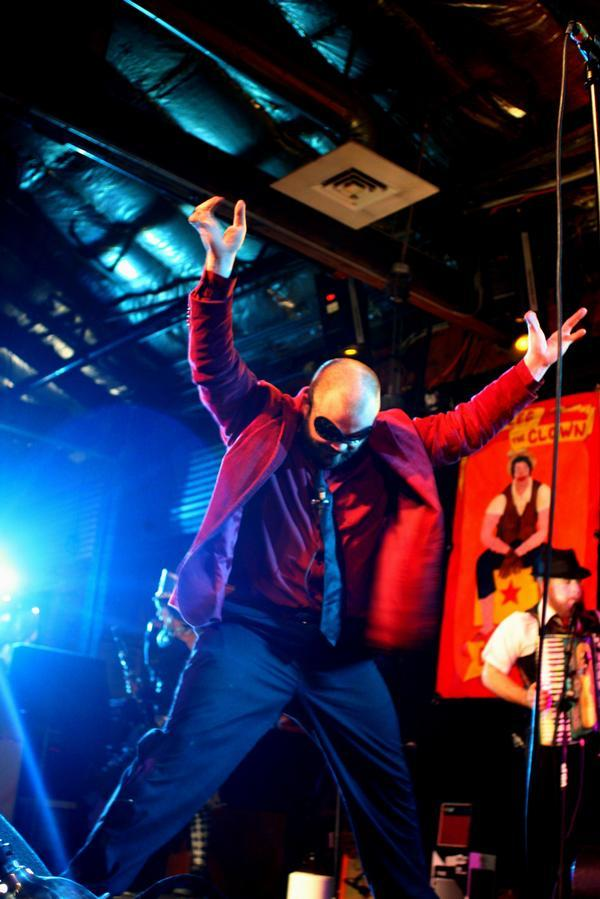
Black Scorpion sobre el escenario, 2007.

En 2008, se unió al elenco del Coney Island USA. donde perfeccionó sus técnicas de canto y baile. Creó una marioneta llamada Li'l, con la que apreció el 30 de noviembre de 2009, como parte del reparto de los Sideshows (Seashore) del Coney Island USA, en el episodio Freaks, Fast Food & Frightened Frankie!, de la serie de televisión Cake Boss, de la TLC.

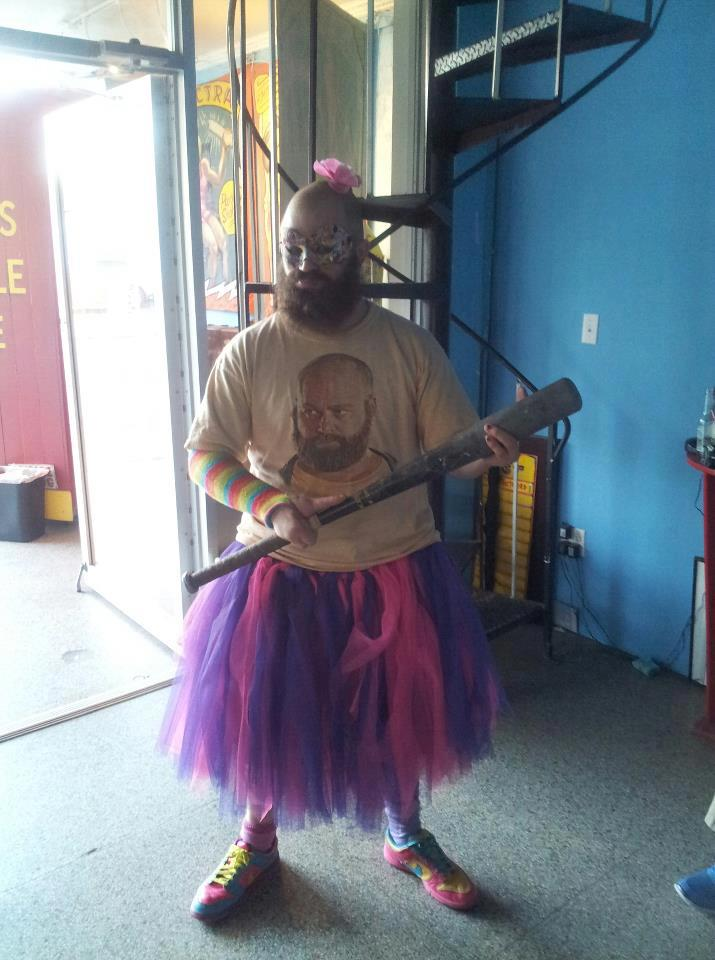
Black Scorpion en Coney Island USA.

Inventó la ilusión Hammer Hands, un acto de magia que usa en sus espectáculos. En 2013, presentó una nueva marioneta, al estilo de la de Bill Murray, representando a P. T. Barnum decapitado. En 2014, se convirtió en el asesor del personaje de Evan Peters, Jimmy Darling, para la cuarta temporada de American Horror Story. También actuó en el Museum of the Weird.
Apareció en Taboo, una serie de documentales de National Geografic.
También toca varios instrumentos y como músico utiliza el seudónimo, Banjo Slacks, y es el cofundador de la banda, Built by Snow.